# Micromyrtus capricornia
Micromyrtus capricornia är en myrtenväxtart som beskrevs av Anthony R. Bean. Micromyrtus capricornia ingår i släktet Micromyrtus och familjen myrtenväxter. Inga underarter finns listade i Catalogue of Life.